# Guasha
Guasha (Gua Sha) är en behandlingsform inom traditionell kinesisk medicin.
Den består i en skrapning på kroppen med ett redskap som används för att stryka på kroppen för att öka cirkulationen i musklerna. Redskap finns i olika storlekar och är tillverkade av djurhorn eller av sten som t ex jade eller rosenkvarts.